# سکالئا
سکالئا (به ایتالیایی: Scalea) یک کومونه در ایتالیا است که در استان کزنتزا واقع شده‌است. سکالئا ۲۲ کیلومتر مربع مساحت و ۱۰٬۴۲۹ نفر جمعیت دارد و ۲۵ متر بالاتر از سطح دریا واقع شده‌است.